# IMMSI
IMMSI S.p.A. (Borsa Italiana : IMS), est une société holding italienne créée en 2000 à la suite de la scission d'une branche du groupe Sirti S.p.A. (it).
Le groupe IMMSI comprend plus de cinquante sociétés qui opèrent dans des domaines très différents : industriel, chantiers navals et immobilier. La direction est assurée par Roberto Colaninno, son président, qui contrôle le groupe à travers ses sociétés Omniapartecipazioni S.p.A. qui détient 39,59 % de IMMSI et Omniainvest S.p.A., 4,04 %. Le groupe est coté à la Bourse de Milan.
Les domaines d'intervention sont multiples avec notamment l'industrie et ses marques de motos : Piaggio, Aprilia, Derbi, Laverda, Gilera, Moto Guzzi ainsi que les chantiers navals avec Rodriquez Cantieri Navali.